# 米尔水蛙
米尔水蛙（学名：Hylarana milleti），一种分布于东南亚中南半岛和中国云南等地区的两栖动物，隶属于蛙科水蛙属。1997年中国学者曾在云南省西双版纳州发现1新种－版纳（水）蛙（Rana (Hylarana) bannanica），之后被认定为本种的同物异名。

## 形态特征
米尔水蛙体型略窄长，体长38～42毫米。身体背部略粗糙，呈棕黄色，疣粒和痣粒成黑点；身体腹部光滑，为白色。